# Maria am Gestade
De Maria am Gestade is een Rooms-katholiek kerkgebouw in het Weense stadsdeel Innere Stadt. Het kerkgebouw wordt voor het eerst genoemd in 1158. Het huidige gebouw stamt uit het midden van de 14e eeuw en is gebouwd in de stijl van de gotiek. In de 19e eeuw is de kerk gerestaureerd. Tijdens de napoleontische bezetting, werd de kerk gebruikt als arsenaal.

## Interieur
De pilaren van het schip hebben gotische baldakijnen en beelden uit verschillende tijden.
Het koor bevat twee laat-gotische panelen uit 1460, op een van de panelen de kruisiging van Jezus en op de andere de kroning van Maria.
Achter het hoogaltaar bevinden zich gebrandschilderde ramen uit de middeleeuwen. Aan de noordkant van het koor ligt een kapel met een mooi beschilderd altaar van steen.